# Wat Traphang Ngoen

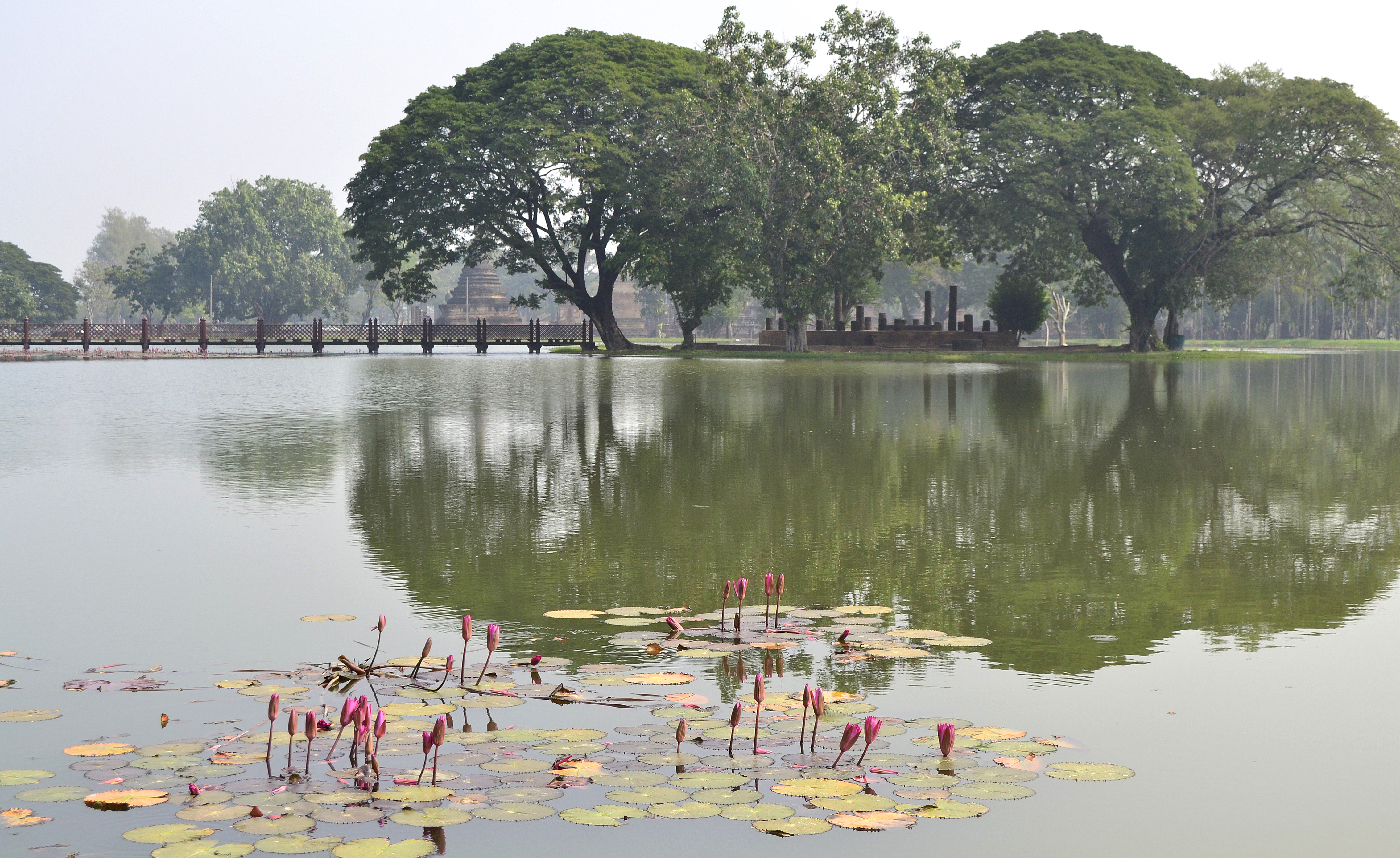
Blick auf den Ubosot des Wat Traphang Ngoen, im Hintergrund Wat Mahāthāt

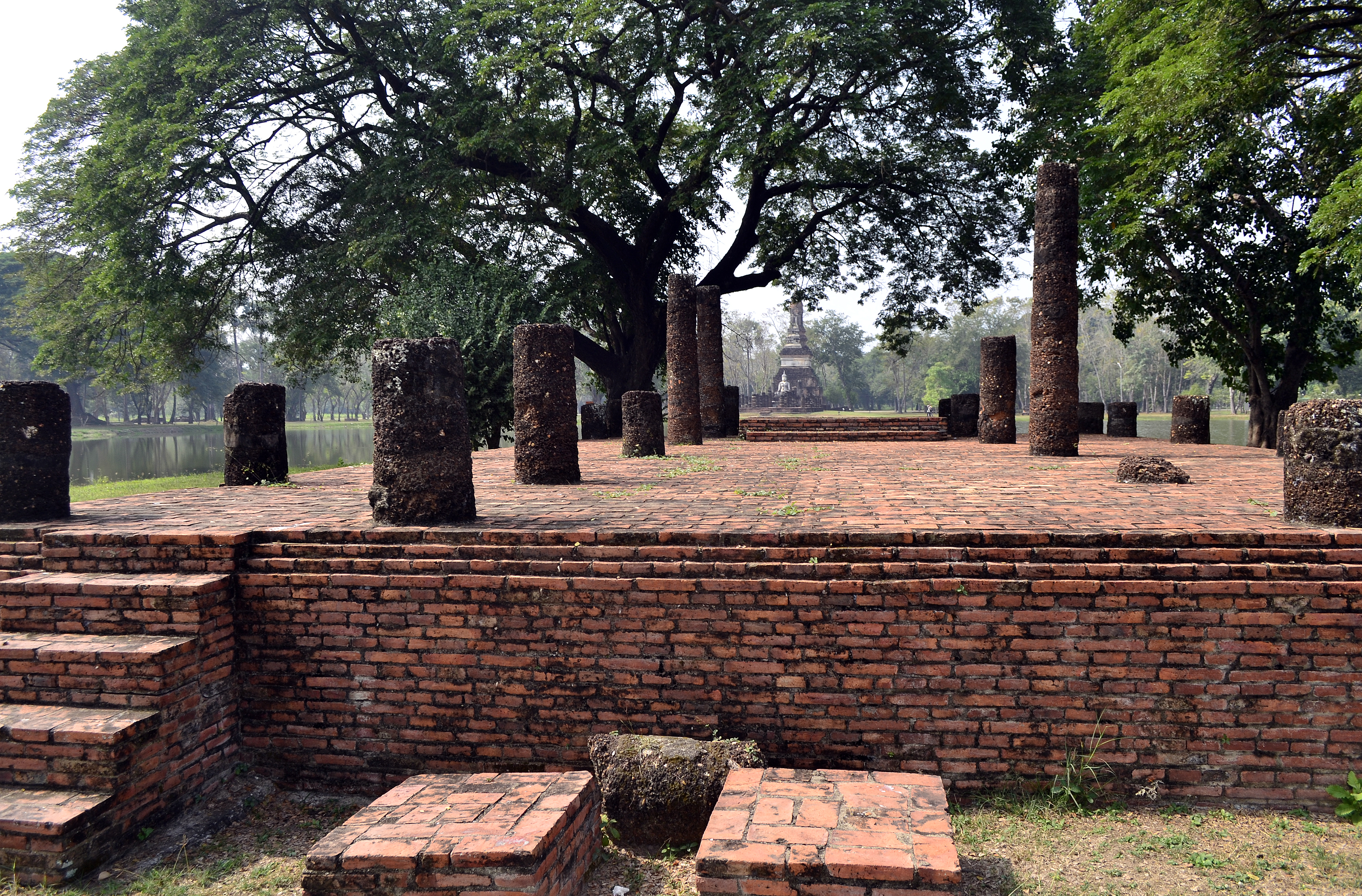
Ubosot des Wat Traphang Ngoen, im Hintergrund „Lotosknospen-Chedi“ und Buddha-Statue

Der Wat Traphang Ngoen (Thai วัดตระพังเงิน – Silbersee-Kloster) ist eine buddhistische Tempelanlage (Wat) in Sukhothai, Provinz Sukhothai in der Nordregion von Thailand.
Der Wat Traphang Ngoen ist Teil des Geschichtsparks Sukhothai, er liegt etwa 300 Meter westlich vom Wat Mahāthāt, dem Haupttempel der Alten Stadt (Mueang Kao – เมืองเก่า) von Sukhothai.
Der Tempel wurde wahrscheinlich im 14. Jahrhundert errichtet, etwa zur gleichen Zeit wie der Wat Mahāthāt.

## Sehenswürdigkeiten
Der Wat Traphang Ngoen ist so ausgerichtet, dass er sowohl von der aufgehenden als auch der untergehenden Sonne angestrahlt wird.
Die Haupt-Strukturen des Wat Traphang Ngoen sind ein zentraler Chedi, die Ruinen einer Versammlungs-Halle (Wihan), eine große Buddha-Statue auf einem Sockel im Westen und eine Ordinations-Halle (Ubosot oder Bot) auf einer Insel in der Mitte eines künstlich angelegten Sees, dem „Traphang Ngoen“ (Silbersee), im Osten des Tempels.
Der Chedi mit dem für die Sukhothai-Zeit typische Spitze in der Form einer geschlossenen Lotos-Blüte steht auf einem quadratischen Laterit-Sockel von 10 Metern Seitenlänge, darauf folgen fünf immer kleiner werdenden Stufen aus Ziegeln.  Uber einem schlichten Stuck-Band, sind stehende und schreitende Buddha-Statuen in Nischen in den vier Himmelsrichtungen angeordnet.
Unter einem alten Chaeng-Baum (Niebuhria siamensis – ต้นแจง) liegt der Ubosot östlich des Haupt-Chedi auf einer kleinen Insel inmitten des „Silber-Sees“. In der Sukhothai-Zeit wurden Tempel-Anlagen oft so angelegt, dass die Ordinations-Halle durch eine Wasserfläche vom Rest der Anlage abgetrennt wurde, um Reinheit zu symbolisieren.
Von dem Gebäude sind heute das Ziegelfundament, einige Säulenfragmente und ein Podest, auf dem wahrscheinlich früher eine Buddha-Statue stand, zu sehen. Eine niedrige Ziegelmauer umschließt das Ensemble. Eine lange Fußgängerbrücke führt zur Hauptstraße.